# Liste der Kulturdenkmäler in Kastel-Staadt
In der Liste der Kulturdenkmäler in Kastel-Staadt sind alle Kulturdenkmäler der rheinland-pfälzischen Ortsgemeinde Kastel-Staadt aufgeführt. Grundlage ist die Denkmalliste des Landes Rheinland-Pfalz (Stand: 8. Februar 2023).

## Denkmalzonen
| Bezeichnung                                    | Lage                                        | Baujahr                     | Beschreibung | Bild                           |
| ---------------------------------------------- | ------------------------------------------- | --------------------------- | --- | ------------------------------ |
| Denkmalzone Keltische und römische Befestigung | östlich des Ortes Lage                      | 5. Jahrhundert vor Christus | Hochplateau, auf drei Seiten vom Felsabfall, im Westen vom Wall begrenzt, seit dem 5. Jahrhundert vor Christus besiedelt, Stätte heidnischen und christlichen Kultes, mit Klause, Grabkapelle (13. Jahrhundert), ehemaliger Kreuzkapelle, Kreuzauffindungskapelle und Heiligem Grab, ehemaliger Klausenkapelle (um 1600), Grabkapelle für Johann von Böhmen (1835) | weitere Bilder Fotos hochladen |
| Denkmalzone Maximiner Hof- und Weingut Staadt  | nordöstlich des Ortes (Staadt 1 und 3) Lage | Mitte des 18. Jahrhunderts  | barockes Hofhaus, Mitte des 18. Jahrhunderts, Kelterhaus und Ökonomiegebäude, Arbeiterhäuser, terrassierter Garten mit Brunnen, Wiesenland, ehemaliges Lohheckengelände, Weinberg; zugehörig ehemaliges Gasthaus, Putzbau mit Kniestock, überstehendes Satteldach, um 1860                                                                                         | BW                             |

## Einzeldenkmäler
| Bezeichnung                               | Lage                                       | Baujahr                   | Beschreibung | Bild                           |
| ----------------------------------------- | ------------------------------------------ | ------------------------- | --- | ------------------------------ |
| Statuen                                   | Kirchstraße, in Nr. 16a Lage               | 18. Jahrhundert           | zwei Holzstatuen, heiliger Markus und Madonna, 18. Jahrhundert, in der Katholischen Pfarrkirche St. Johannes der Täufer (Neubau von 1962)                      | BW                             |
| Relief                                    | König-Johann-Straße, an Nr. 31 Lage        | frühes 19. Jahrhundert    | Pietà, Sandsteinrelief, frühes 19. Jahrhundert | BW                             |
| Alte Schule                               | König-Johann-Straße 46 Lage                | 1840                      | auch Schinkelschule, jetzt Bürgerhaus; zweigliedriger klassizistischer Putzbau, 1840, Entwurf der Oberbaudeputation Berlin                                     | weitere Bilder Fotos hochladen |
| Wegekapelle                               | König-Johann-Straße, gegenüber Nr. 61 Lage | Ende des 19. Jahrhunderts | Heiligennische, wohl gegen Ende des 19. Jahrhunderts | BW                             |
| Alte katholische Pfarrkirche St. Johannes | König-Johann-Straße 80 Lage                | 12. und 13. Jahrhundert   | heute Gefallenen-Gedenkstätte 1939/45; romanische zweischiffige Hallenkirche, 13. Jahrhundert, Turm aus dem 12. Jahrhundert; umfriedeter Kirchhof              | weitere Bilder Fotos hochladen |
| Klausenkapelle                            | östlich des Ortes Lage                     | 13. Jahrhundert           | Klause, christliche Kultstätte, 13. Jahrhundert; Felsklausen; Klausenkapelle, um 1600, Wiederaufbau zur Grabkapelle ab 1835, Architekt Karl Friedrich Schinkel | weitere Bilder Fotos hochladen |